# Reuven Barkat
Reuven Barkat (en hebreo: ראובן ברקת‎), (nacido Reuven Borstein el 25 de octubre de 1906 – 5 de abril de 1972) fue un político israelí que se desempeñó como miembro de la Knesset para Alineación y el Partido Laborista desde 1965 hasta su muerte en 1972.

## Biografía
Nacido en Tauragė en la Gobernación de Kovno, Imperio Ruso (actualmente Lituania ), Barkat se educó en un jeder y una yeshivá, antes de asistir al Gymnasium Judío de Lituania. Fue uno de los fundadores de los movimientos Young Pioneer y Young Hebrew en el país. Más tarde estudió derecho y letras en la Universidad de París y la Universidad de Estrasburgo, donde presidió la Unión de Estudiantes Hebreos.
En 1926 hizo aliyá a Eretz Israel. Desde 1928 hasta 1933 trabajó como secretario del departamento de asentamientos de HaMerkaz HaHakla'i, antes de convertirse en director del Departamento de Contactos Públicos, que organizaba la transferencia de propiedades judías de la Alemania nazi a Palestina, cargo que ocupó hasta 1938.
Entre 1940 y 1946 se desempeñó como secretario general del Comité Nacional del Soldado Judío, antes de incorporarse al departamento político de la Histadrut. En 1949 se desempeñó como jefe del departamento y también miembro del comité central del sindicato. Más tarde también dirigió el departamento de Asuntos Árabes.
En 1960 Barkat fue nombrado embajador en Noruega. En 1962 se desempeñó como secretario general del Mapai, cargo que ocupó hasta 1966. En 1965 fue elegido miembro de la Knesset en la lista de Alineación (una alianza del Mapai y Ajdut HaAvodá - Poalei Tzion). Fue reelegido en 1969 y nombrado Portavoz de la Knesset. Sin embargo, murió en el cargo en 1972 a la edad de 65 años. Su asiento fue ocupado por Aviad Yafeh.